# Diablo (cómic)
Diablo (Esteban Corazón de Ablo) es un supervillano ficticio que aparece en los cómics estadounidenses publicados por Marvel Comics. El personaje es representado como un alquimista malvado y enemigo de los Cuatro Fantásticos. Creado por el escritor Stan Lee y el artista Jack Kirby, el personaje apareció por primera vez en Fantastic Four vol. 1 # 30 (septiembre de 1964).

## Historia publicada
Diablo fue creado por el escritor Stan Lee y el artista Jack Kirby, y apareció por primera vez en Fantastic Four vol. 1 # 30 (septiembre de 1964).
En una entrevista de 2013 con Chris Hardwick de Nerdist, su creador dijo que Diablo era su mayor pena, porque no podía recordar su carácter, quien es y por qué hizo lo que hizo. "Al crear un personaje deberías sentir que lo conoces", dijo Stan Lee.

## Biografía ficticia del personaje
Esteban Corazón de Ablo era un poderoso alquimista del siglo IX nacido en Zaragoza, que vendió su alma al demonio Mephisto para alargar su vida mucho más allá del ciclo vital humano.
Años más tarde, estableció su base en Transilvania, donde hizo un pacto con los Vampiros.
Los aldeanos se cansaron de él y formaron una turba enfurecida y lo enterraron en una cripta de piedra debajo de su castillo. Otro siglo después, los Cuatro Fantásticos fueron a Transilvania de vacaciones, cuando un lugareño, el barón Hugo, les contó la leyenda de Diablo. Esa noche, susurró a la Cosa para que se despertara y lo liberara de su prisión rompiendo el sello de piedra de su cripta y destrozando la losa de piedra que la cubría. Liberado, ofreció una poción a la Cosa que le daría una apariencia medio humana, y a cambio de los servicios de Ben por un año, le daría otra poción que completara ese cambio. Cuando el resto de los Cuatro Fantásticos llegó, encontraron a Ben a su servicio. Lucharon contra él y trataron de convencerlo de que abandonara esa servidumbre, pero Ben se negó y los tres se vieron obligados a dejarlo atrás. Diablo pronto se dio a conocer al mundo y vendió su química alquímica internacionalmente, convirtiéndose en el hombre más rico del planeta. Poco antes de que lo hiciera el resto del mundo, Mister Fantástico descubrió que las sustancias químicas de Diablo funcionaban, pero solo por un corto periodo de tiempo antes de fallar. El mundo se volvió contra él, pero él ya había creado un ejército de seguidores leales y se preparó para usar sus poderes alquímicos para conquistar el planeta. Pero una vez que Diablo había revelado sus verdaderas intenciones, los Cuatro Fantásticos eran libres para atacarlo. Al mismo tiempo, la Cosa también había descubierto que la poción que le dio ya no funcionaba y se puso en su contra, pero el alquimista utilizó una de sus pastillas químicas para noquearlo y sellarlo en una cápsula de cristal irrompible. Los tres miembros restantes de los Cuatro Fantásticos pronto atacaron la fortaleza de Diablo, pero después de una lucha, este logró capturarlos con sus cápsulas químicas. Los juntó en la misma cápsula menos a Ben que rápidamente escapó cuando la suya se rompió. Enfurecido, persiguió a Diablo a través de su propio castillo, hasta que convirtió una armadura en una bola gigante y se la lanzó. Diablo escapó de ella, escondiéndose dentro de la cripta en la que los aldeanos le habían encerrado. La Cosa fue detrás de él y volvió a colocar la gigante losa de piedra y luego la aplastó con ambos puños, haciendo que todo el castillo se derrumbara sobre la cripta. Los Cuatro Fantásticos más tarde fueron liberados y la Antorcha Humana fundió la piedra en escoria para endurecer la prisión de Diablo.
Pero este finalmente utilizó sus pociones para destruir su derretida cárcel de piedra y escapó para vengarse de los Cuatro Fantásticos. Su siguiente paso fue viajar a América del Norte, a la Universidad Estatal de Nueva York, donde ayudó al profesor Gilbert a dar vida a su creación androide, el Hombre Dragón. Él lo enfrentó al cuarteto, pero con el tiempo se puso en su contra y ambos se dirigieron debajo de un lago congelado, en el que se perdió por un tiempo. Diablo más tarde lo reactivó creando un ejército entero de Hombres Dragón. Pero sería derrotado por Los Vengadores.
Diablo después se enfrentaría al Doctor Muerte y haría prisionera a la Inhumana Crystal. Tomó el control de Terra Verde, pero fue derrotado en última instancia por la Antorcha Humana. Más tarde reclutaría a Darkoth como peón para combatir a Victor Muerte, pero fue traicionado por este. Posteriormente envió elementales para combatir a los Cuatro Fantásticos y luchó contra Iron Man después de eso.
Más tarde se reveló que Diablo tuvo una relación amorosa con la mujer que se convertiría en la criminal Gilded Lily. Fue liberado de la prisión por esta, aunque se volvió en su contra y fue derrotado por el Escuadrón Alfa. Después atacó a los Cuatro Fantásticos, de nuevo utilizando elementales contra ellos. Conquistó el país de Tierra del Maíz y en otro enfrentamiento con el Escuadrón al parecer murió.
Sin embargo sobrevivió y volvió a aparecer de nuevo más tarde. Fue el responsable de la destrucción de la penúltima sede de los Cuatro Fantásticos, Pier 4. Ayudará al cuarteto llevando al demonio del caos, Shuma Gorath, de nuevo a su dimensión.
Diablo también luchó contra Spider-Man. Después de escapar de él, es abordado por Ana Kravinoff que le dice que a su madre le gustaría hablar con él.
Algún tiempo más tarde, se convertiría en una persona del interés de Destructor Nocturno.
Más tarde fue visto en Vieques, una isla - municipio de Puerto Rico, donde ayudó a Spider-Man y la Antorcha Humana a derrotar a un monstruo marino radiactivo gigante que devoraba a los residentes y turistas.
Durante la historia de El guantelete, Diablo estará presente junto a Electro, Ana Kravinoff, Sasha Kravinoff y Alyosha Kravinoff cuando Mattie Franklin sea sacrificada como parte de un ritual para resucitar a Vladimir Kravinoff como una criatura humanoide leonina.
Durante la historia El Origen de Especies, Diablo es invitado por el Doctor Octopus para unirse a su equipo de supervillanos donde les promete que van a recibir una recompensa a cambio de conseguir algunos artículos específicos para él. Desde que el bebé de Lily Hollister fuera secuestrado por el Camaleón, Spider-Man había estado inmerso en una cruzada contra los villanos involucrados. La policía encontrará una bola de telaraña que encerraba a Mancha, Diablo y Overdrive.
Será reclutado por Max Fury para unirse al Consejo de la Sombra, la reeencarnación de los Maestros del Mal.
Algún tiempo después, Diablo secuestra a Maria Hill para obtener las autorizaciones del código de seguridad para todos los helicarriers activos y el Triskelion, pero es derrotado por un reformado Doctor Doom.
Más tarde, se muestra a Diablo usando un hechizo de clonación en un Moloide para excavar un artefacto místico cuando es emboscado por el Inhumano conocido como Mosaic, quien destruye el artefacto y lo obliga a rendirse.

## Poderes y habilidades
Diablo es un profesional de la alquimia, la ciencia basada en la transmutación de los elementos y ha alcanzado el dominio de las ciencias alquímicas con su inteligencia a nivel de superdotado. Fue educado por tutores en la España del siglo IX y es autodidacta en la alquimia y las ciencias modernas. Ha prolongado su vida y juventud. Él puede hacer que la piel de su cara y el cuerpo sea flexible, lo que le permite cambiar su apariencia y puede cambiar temporalmente su forma a "protoplasma sin nervios," convirtiéndole en invulnerable a ciertas formas de dolor.

### Equipamiento
Diablo emplea un enorme arsenal de armas alquímicas que descubrió o inventó, y las oculta dentro de bolsas y bolsillos ocultos en su disfraz. Pero desconocido para la ciencia, sus brebajes son de naturaleza casi mágica. Aunque el rango de su poder es amplio, estos efectos son temporales a menos que Diablo proporcione una segunda dosis, con la excepción de un elixir que usó en Hombre Dragón. Sus mezclas incluyen cápsulas de gas nervioso, pociones para dormir, una poción que vuelve a las personas inertes al reducir rápidamente su temperatura corporal, bolitas que hacen que una persona sea más susceptible a sus órdenes hipnóticas y otras pociones y cápsulas que le permiten transmutar la materia inorgánica, generar explosiones y crear seres conocidos como los elementales que se componen de antiguos "elementos" alquímicos de tierra, fuego, aire y agua. Con raras excepciones, todas sus pociones y cápsulas tienen efectos sólo temporales. También tiene pociones alquímicas que le otorgan la teletransportación.

## Otras versiones

### Era de Apocalipsis
En la realidad de la Era de Apocalipsis, Diablo y el Hombre Absorbente trabajan como guardias de prisión para una de las muchas cárceles mantenidas por Apocalipsis. Esta en particular se encuentra en una zona de ruinas aztecas en México. Él es asesinado por Rondador Nocturno durante la misión de los X-Men para rescatar a Robert Kelly, un activista por la paz entre mutantes y humanos.

### Marvel Zombies
En la realidad de Marvel Zombies, Diablo aparece como uno de los muchos seres zombificados con superpoderes esperando para acceder a las cubas de clonación humana de Kingpin. Comerciará con éxito varias latas de comida para gatos. A continuación se hará amigo del Escorpión zombi. Luego se quitará la vida arrancándose la calavera y aplastándola con fuerza después de destrozar uno de sus brazos.

### Ultimate Marvel
La versión de Diablo en el Universo Ultimate se llama Menéndez Flores en lugar de Esteban Corazón de Ablo. Hizo su debut en Cuatro Fantásticos Ultimate #39. En ese número se revela que él era un malvado alquimista que había sido confinado por el buen alquimista Andrea Vecchiato en una "torre sin puerta" en el Milán del siglo XV. Con la ayuda de su jorobado secuaz Peppone, viajará a través del tiempo para secuestrar a personas cercanas a los Cuatro Fantásticos sólo para retarlos a un concurso. Tenía la intención de utilizar a la hermana de Reed como una parte importante de su plan para obtener la inmortalidad. Los cuatro, junto con un contingente de soldados dirigidos por Willie Lumpkin, llegan a tiempo para enfrentarse a él. Será derrotado y se desvanecerá después de haber sido tocado por Enid, la temporal hermana superhumana de Reed.

## En otros medios

### Televisión
- Diablo apareció en el episodio "Diablo" de la serie de 1967 Los Cuatro Fantásticos, con la voz de Regis Cordic.[33]
- Diablo apareció en la serie Los Cuatro Fantásticos: Los Héroes más grandes del mundo en el episodio "Johnny Storm y la poción de fuego", con la voz de Trevor Devall.[34] Realiza una ceremonia para alcanzar el vasto poder de los elementos a través de pociones especiales para gobernar el mundo. Sin embargo, la ceremonia es interrumpida por Johnny Storm, quien choca contra la poción de fuego, lo que afecta sus propios poderes de fuego y su mente. Diablo secretamente hace que el elemento fuego crezca dentro de él usando sus pociones alquímicas. Incluso a pesar de que Johnny supera su poder, Diablo recupera la poción de fuego y completa la ceremonia original antes de que Mister Fantástico use un neutralizador mágico que construyó para detenerlo de una vez por todas.
- Diablo apareció en la serie anime Marvel Disk Wars: The Avengers, con la voz de Tomohisa Aso en japonés y Matthew Mercer en inglés.[35]

### Videojuegos
- Diablo aparece en el videojuego de los Cuatro Fantásticos del 2005. En él, Diablo busca los poderosos meteoros cósmicos que habían caído en la Tierra después de la tormenta cósmica que había dado a los Cuatro Fantásticos sus poderes, enfrentándose al equipo, ya que usó las rocas como fuente de alimentación para una máquina que aumentara sus poderes. En el juego usa pociones venenosas, de fuego o que le permitían teletransportarse. También crea una especie de elemental gigante alrededor de sí mismo y que usa para combatir a los Cuatro Fantásticos.
- Diablo aparece en el juego móvil Marvel: Contest of Champions.